# Convento de San José y de Santa Teresa de las Monjas Carmelitas Descalzas (Puebla)
El antiguo convento de San José y de Santa Teresa fue un convento femenino perteneciente a la orden de las Carmelitas Descalzas que se encuentra en la Ciudad de Puebla, México, fundado en 1604.

## Historia

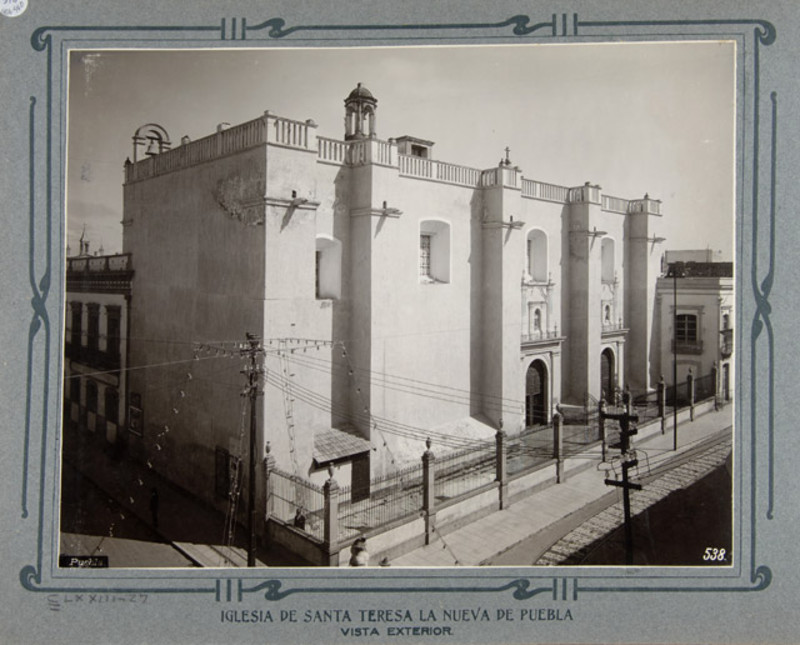
Vista de la iglesia en 1905.

La fundación del convento carmelita se remonta a la llegada a Nueva España de Ana y Beatriz Núñez de Montealbán, ambas originarias de Gibraleón, España. Llegaron al Nuevo Mundo con el fin de reencontrarse con su hermano Pedro Núñez, que falleció al poco tiempo en Veracruz. Beatriz contrajo nupcias con Juan Bautista Machorro, mientras que su hermana Ana, permaneció en una clausura doméstica.
Siguiendo su ejemplo, la misma Ana Núñez, junto con Elvira Suárez y Juana Fajardo, fundaron una casa de recogimiento bajo la advocación de San José en 1603 en Veracruz. Sin embargo, por el clima y la inseguridad de la región, se decidió trasladar la casa a la ciudad de Puebla. En 1601, recibieron del obispo de Tlaxcala Diego Romano y Gobea una licencia para la fundación de un beaterio femenino, sumándose más mujeres a este.
En 1603 fue autorizada una bula papal para la fundación de un convento de la Orden Carmelita, la cual llega a la ciudad de Puebla el 6 de junio del mismo año. Posteriormente se le añadió la Cédula Real que autorizó la construcción del convento de San José y Santa Teresa, el 27 de diciembre de 1604.
El convento posee una biblioteca que incluye libros antiguos catalogada con apoyo de Adabi de México en 2009.